# Hans Quest
Hans Quest (Herford, 20 agosto 1915 – Monaco di Baviera, 29 marzo 1997) è stato un attore e regista tedesco.
Attore che si divise tra cinema, teatro e televisione, tra grande e piccolo schermo, lavorò in oltre una settantina di produzioni dalla fine degli anni trenta alla prima metà degli anni novanta, mentre come regista diresse oltre una quarantina tra film e fiction televisive tra la fine degli anni cinquanta e la fine degli anni settanta. Tra i suoi ruoli principali, figura, tra l'altro, quello di Nicholai Nikolaisson nella serie televisiva Blankenese  (1994); era inoltre un volto noto al pubblico anche per essere apparso come guest-star in vari episodi delle serie televisive L'ispettore Derrick e Il commissario Köster.
Fu sposato con l'attrice Charlotte Witthauer (1915-1980).

## Filmografia

### Attore

#### Cinema
- L'accusato di Norimberga (Das unsterbliche Herz), regia di Veit Harlan (1939)
- Der dunkle Punkt, regia di Georg Zoch (1940)
- I masnadieri (Friedrich Schiller - Der Triumph eines Genies), regia di Herbert Maisch (1940)
- La mia vita per l'Irlanda (Mein Leben für Irland), regia di Max W. Kimmich (1941)
- Il vincitore (...reitet für Deutschland), regia di Arthur Maria Rabenalt (1941)
- Die Entlassung, regia di Wolfgang Liebeneiner (1942)
- Sophienlund, regia di Heinz Rühmann (1943)
- Verspieltes Leben, regia di Kurt Meisel (1949)
- Die blauen Schwerter, regia di Wolfgang Schleif (1949)
- Herz der Welt, regia di Harald Braun (1952)
- Heideschulmeister Uwe Karsten, regia di Hans Deppe (1954)
- Sanerbruch: questa era la mia vita (Sauerbruch - Das war mein Leben), regia di Rolf Hansen (1954)
- ...und ewig bleibt die Liebe, regia di Wolfgang Liebeneiner (1954)
- Ludwig II: Glanz und Ende eines Königs, regia di Helmut Käutner (1955)
- Geliebte Feindin, regia di Rolf Hansen (1955)
- Die heilige Lüge, regia di Wolfgang Liebeneiner (1955)
- Die Frau des Botschafters, regia di Hans Deppe (1955)
- Fuoco magico (Magic Fire), regia di William Dieterle (1955)
- Urlaub auf Ehrenwort, regia di Wolfgang Liebeneiner (1955)
- Fuhrmann Henschel, regia di Josef von Báky (1956)
- Gli ultimi saranno i primi (Die Letzten werden die Ersten sein), regia di Rolf Hansen (1957)
- Taiga inferno bianco (Taiga), regia di Wolfgang Liebeneiner (1958)
- Ja, so ein Mädchen mit sechzehn, regia di Hans Grimm (1959)
- Balletti rosa (Die zornigen jungen Männer), regia di Wolf Rilla (1960)
- Tante Frieda - Neue Lausbubengeschichten, regia di Werner Jacobs (1965)
- Onkel Filser - Allerneueste Lausbubengeschichten, regia di Werner Jacobs (1966)
- Wenn Ludwig ins Manöver zieht, regia di Werner Jacobs (1967)
- Birdie, regia di Hubert Frank (1971)
- Hauptsache Ferien, regia di Peter Weck (1972)
- Abelard, regia di Franz Seitz (1977)
- L'uovo del serpente (The Serpent's Egg), regia di Ingmar Bergman (1977)
- Der Havarist, regia di Wolf-Eckart Bühler (1984)
- Marie Ward - Zwischen Galgen und Glorie, regia di Angelika Weber (1985)
- Caspar David Friedrich – Grenzen der Zeit, regia di Peter Schamoni (1986)
- Der 13. Tag, regia di Gernot Friedel (1991)

#### Televisione
- Der Weg ist dunkel, regia di Ludwig Cremer – film TV (1961)
- Tim Frazer – serie TV, episodio 1x06 (1963)
- Das Bild des Menschen. Gespräche einer letzten Nacht, regia di Wilhelm Semmelroth – film TV (1964)
- Thomas More, regia di Gerhard Klingenberg – film TV (1964)
- Die Schlüssel – miniserie TV (1965)
- Hafenpolizei – serie TV, episodio 3x01 (1966)
- Die Troerinnen, regia di Ulrich Erfurth – film TV (1966)
- Über Deutschland – miniserie TV (1965-1966)
- Ein Monat auf dem Lande, regia di Wolfgang Glück – film TV (1967)
- König Lear, regia di Ulrich Erfurth – film TV (1967)
- Peter Schlemihls wundersame Geschichte, regia di Peter Beauvais – film TV (1967)
- Palace-Hotel, regia di Tom Toelle – film TV (1969)
- Sag's dem Weihnachtsmann, regia di Rainer Wolffhardt – film TV (1969)
- Pater Brown – serie TV, episodio 4x05 (1970)
- Gestern gelesen – serie TV, episodio 2x06 (1970)
- Tatort – serie TV, episodio 1x18 (1972)
- Der Kommissar – serie TV, episodi 1x13-3x06-4x07 (1969-1972)
- Oscar Wilde, regia di Hansgünther Heyme – film TV (1972)
- Les Aventures du capitaine Lückner – serie TV, episodio 2x02 (1972)
- Die Gräfin von Rathenow, regia di Peter Beauvais – film TV (1973)
- Die See, regia di Luc Bondy – film TV (1974)
- Im Paß steht Peter Weck, regia di Heinz Liesendahl – film TV (1975)
- Wie starb Dag Hammerskjöld?, regia di Oswald Döpke – film TV (1975)
- Graf Yoster gibt sich die Ehre – serie TV, episodi 5x03-5x04 (1976)
- Der Anwalt – serie TV, episodio 3x02 (1978)
- In der Sache J. Robert Oppenheimer, regia di Dieter Giesing – film TV (1981)
- Engel auf Rädern – serie TV, episodio 1x13 (1983)
- Dom Juan, regia di Ingmar Bergman – film TV (1985)
- Polizeiinspektion 1 – serie TV, episodi 8x05-8x11 (1985-1986)
- Professor Bernhardi, regia di Volker Hesse – film TV (1987)
- L'ispettore Derrick – serie TV, 8 episodi (1975-1989)
- L'arca del dottor Bayer (Ein Heim für Tiere) – serie TV, episodio 6x07 (1990)
- Il commissario Köster (Der Alte) – serie TV, 7 episodi (1979-1990)
- La casa del guardaboschi (Forsthaus Falkenau) – serie TV, episodi 2x07-2x08 (1991)
- Soko 5113 – serie TV, episodio 9x09 (1992)
- La nave dei sogni (Das Traumschiff) – serie TV, episodio 1x21 (1993)
- Stadtklinik – serie TV, episodio 1x09 (1993)
- Alarm auf Station 2, regia di Josef Rödl – film TV (1993)
- Blankenese – serie TV, 11 episodi (1994)
- Weißblaue Geschichten – serie TV, episodio 1x26 (1995)

### Regista

#### Cinema
- Il mio paradiso (Wenn der Vater mit dem Sohne) (1955)
- Der fröhliche Wanderer (1955)
- Vedova per una notte (Charleys Tante) (1956)
- Wenn Poldi ins Manöver zieht (1956)
- Ein Mann muß nicht immer schön sein (1956)
- Das Mädchen ohne Pyjama (1957)
- Kindermädchen für Papa gesucht (1957)
- Die grosse Chance (1957)
- Die Lindenwirtin vom Donaustrand (1957)
- Man müßte nochmal zwanzig sein (1958)
- Mein Schatz ist aus Tirol (1958)
- Nick Knattertons Abenteuer - Der Raub der Gloria Nylon (1959)
- 12 Mädchen und 1 Mann (1959)
- Bei der blonden Kathrein (1959)
- Bei Pichler stimmt die Kasse nicht (1961)

#### Televisione
- Kunst ist Kunst – film TV (1959)
- Das Paradies – film TV (1960)
- Es ist soweit – miniserie TV (1960)
- Bernadette Soubirous – film TV (1961)
- Das Halstuch – miniserie TV (1962)
- Der Maulkorb – film TV (1963)
- Lady Frederick – film TV (1963)
- Das Himmelbett – film TV (1963)
- Penthesilea – film TV (1963)
- Tim Frazer – serie TV, 12 episodi (1963-1964)
- Kammerjungfer – film TV (1964)
- Boeing Boeing – film TV (1965)
- Immer und noch ein Tag – film TV (1965)
- Krampus und Angelika – film TV (1965)
- Der Nachtkurier meldet... – serie TV, 6 episodi (1965-1966)
- Hava, der Igel – film TV (1966)
- Studenten – serie TV (1966)
- Der Mann, der keinen Mord beging – serie TV, 7 episodi (1968)
- Detektiv Quarles – miniserie TV (1968)
- Troilus und Cressida – film TV (1969)
- Zehn kleine Negerlein – film TV (1969)
- Mord im Pfarrhaus – film TV (1970)
- Floup oder Der Hang zur Redlichkeit – film TV (1970)
- Narrenspiegel – film TV (1971)
- Manolescu - Die fast wahre Biographie eines Gauners – film TV (1972)
- Pater Brown – serie TV, 20 episodi (1970-1972)
- Die Kriminalerzählung – serie TV, episodio 2x04 (1973)
- Squadra speciale K1 (Sonderdezernat K1) – serie TV, episodi 1x06-2x05 (1973-1975)
- Der Überläufer. Der Fall Wlassow – film TV (1977)

### Regista e sceneggiatore
- Die erste Mrs. Selby – film TV (1960)
- Revolte im Erziehungshaus – film TV (1975)

## Doppiaggi
- Richard Attenborough in Piratenliebe (1947)[4]
- Steve Forrest in Heißes Pflaster (1954)[4]
- Morgan Farley in Raumschiff Enterprise (1966-1969)[4]

## Premi e riconoscimenti
- 1966: Hersfeld-Preis per Die Plebejer proben den Aufstand[1][5]